# Limnophora atrithorax
Limnophora atrithorax är en tvåvingeart som beskrevs av Malloch 1929. Limnophora atrithorax ingår i släktet Limnophora och familjen husflugor. Inga underarter finns listade i Catalogue of Life.